# Kincardine
Kincardine es una localidad situada en el concejo de Fife, en Escocia (Reino Unido), con una población estimada a mediados de 2016 de 2750 habitantes.
Se encuentra ubicada al norte del fiordo de Forth, a poca distancia de la ciudad de Glenrothes, la capital del concejo.